# Nécropole nationale française de Saint Charles de Potyze
Pour un article plus général, voir Sites funéraires et mémoriels de la Première Guerre mondiale (Front Ouest).
Saint-Charles de Potyze est un cimetière militaire français des victimes de la Première Guerre mondiale, situé dans la ville belge d'Ypres. Sur les 4 200 morts qui y sont enterrés, plus de 1 300 sont non identifiés. Le cimetière s'étend sur une superficie d'environ 29 900 mètres carrés et est situé à environ trois kilomètres au nord du centre-ville, le long de la route vers Zonnebeke (N332), juste après le hameau Potyze.

## Description

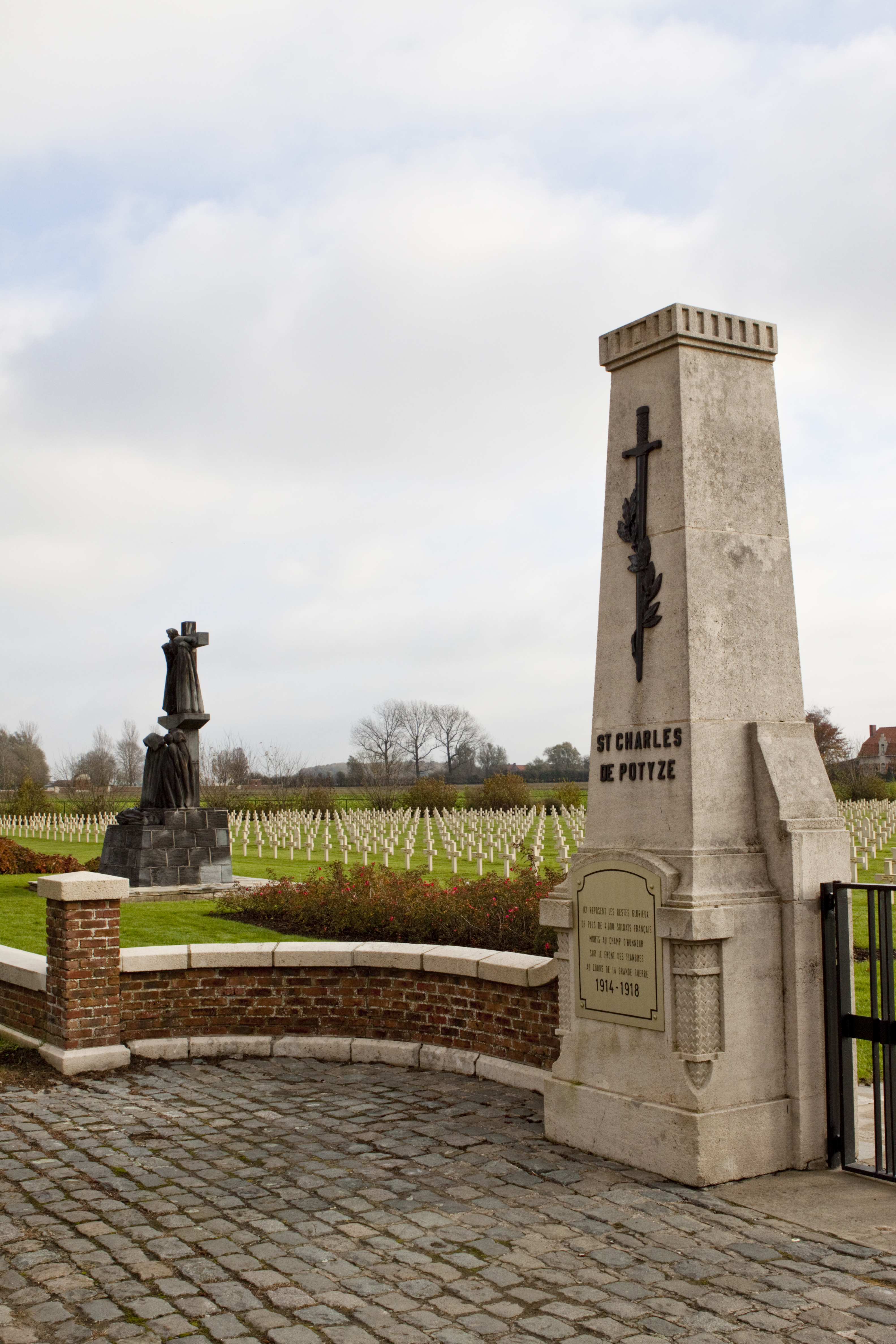
Entrée

L'entrée du cimetière est flanqué de deux piliers en pierre blanche. À gauche après l'entrée se trouve une statue symbolisant un calvaire.
À l'arrière il y a une fosse commune et un obélisque commémorant un certain nombre de régiments d'infanterie. Les tombes sont marquées de croix droite, à l'exception d'un certain nombre de tombes musulmanes et juives.

## Histoire

### Origine
Pendant la Première Guerre mondiale, le terrain qui sert de cimetière était proche de la ligne de front du saillant d'Ypres. À proximité était une école qui était administrée par l'Institut Saint-Joseph à Ypres. Les Français ont utilisé ce « Poste de Secours de Saint-Charles de Potyze » comme station d'aide médicale. Les soldats décédés ont été enterrés dans un jardin adjacent à la station.

### Pendant la guerre
Pendant la guerre, l'école et le cimetière furent détruits dans une large mesure. Initialement, les morts furent enterrés dans des fosses communes, puis placés dans des tombes individuelles, tel qu'il est inscrit dans une loi française de fin décembre 1915.
À partir de 1919 le cimetière a été restauré et agrandi avec des tombes des champs de bataille environnants. À partir de 1920, les victimes françaises pouvaient être rapatriées. De nombreux morts inconnus ont été enterrés dans des fosses communes à l'arrière du cimetière. La plus grande fosse en Belgique est cependant l'ossuaire du mont Kemmel à environ 20 kilomètres de là. De nombreuses tombes datant de 1914 et 1915 ont été détruites lors de la troisième bataille d'Ypres. Lorsque aucune identification de ces victimes ne pouvait plus être faite, les restes étaient mis dans une fosse commune.

### Aujourd'hui
Aujourd'hui encore, lorsque des restes de soldats français sont retrouvés dans les anciens champs de bataille, ils sont emmenés et enterrés au cimetière Saint-Charles de Potyze. Il compte aujourd'hui près de 4209 tombes françaises, dont 762 de soldats non identifiés. De plus, la fosse commune a environ 616 tombes inconnues.
Le cimetière fait partie depuis 2008 du patrimoine protégé de la « Liste des monuments historiques d'Ypres ».
Le 23 septembre 2021, 9 soldats français inconnus y sont enterrés.
Le 2 avril 2024, 4 soldats français de la Première Guerre mondiale exhumés en 2019 et 2021 y sont enterrés. Parmi eux, un seul a été identifié, Valentin Ménetré du 2e bataillon de chasseurs à pied.

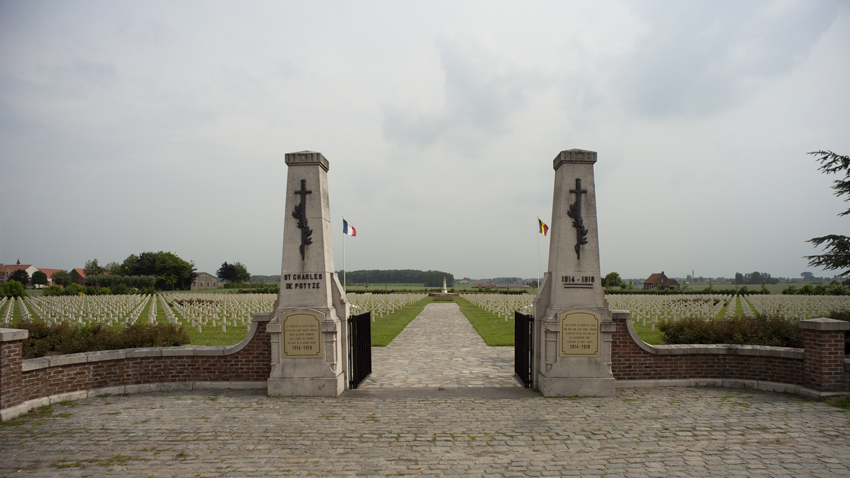
Entrée
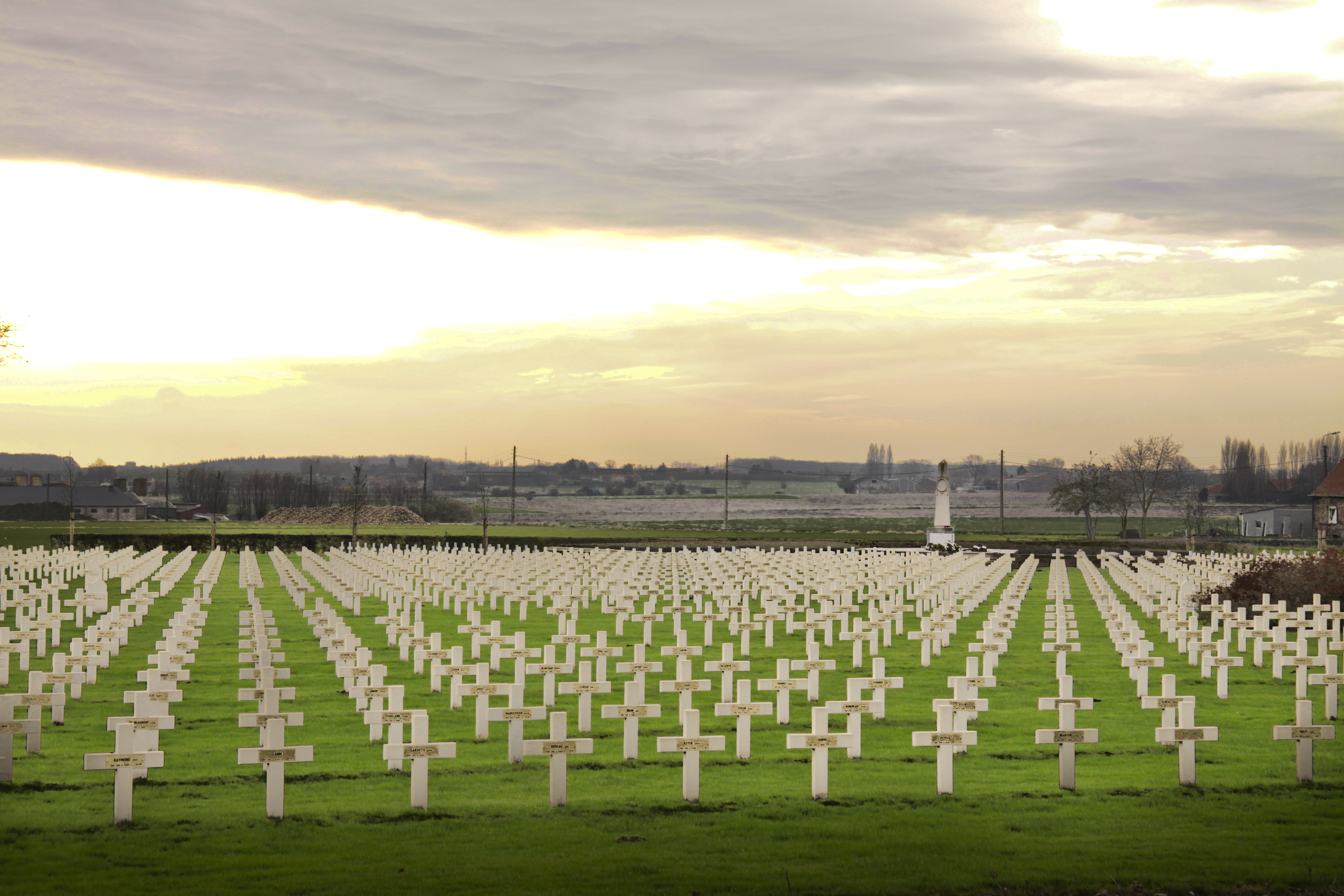
Vue d'ensemble
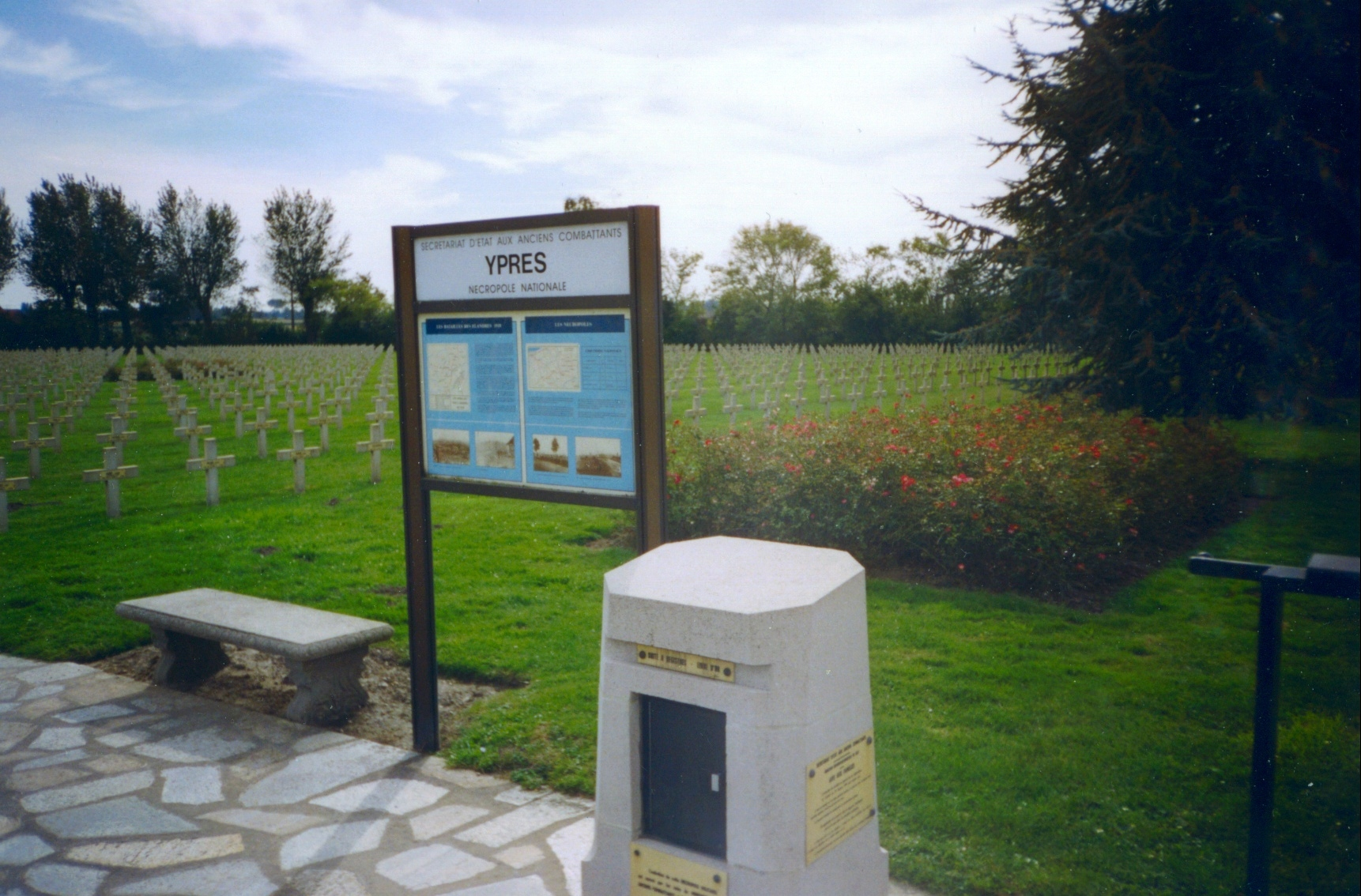
Présentation et registre des morts
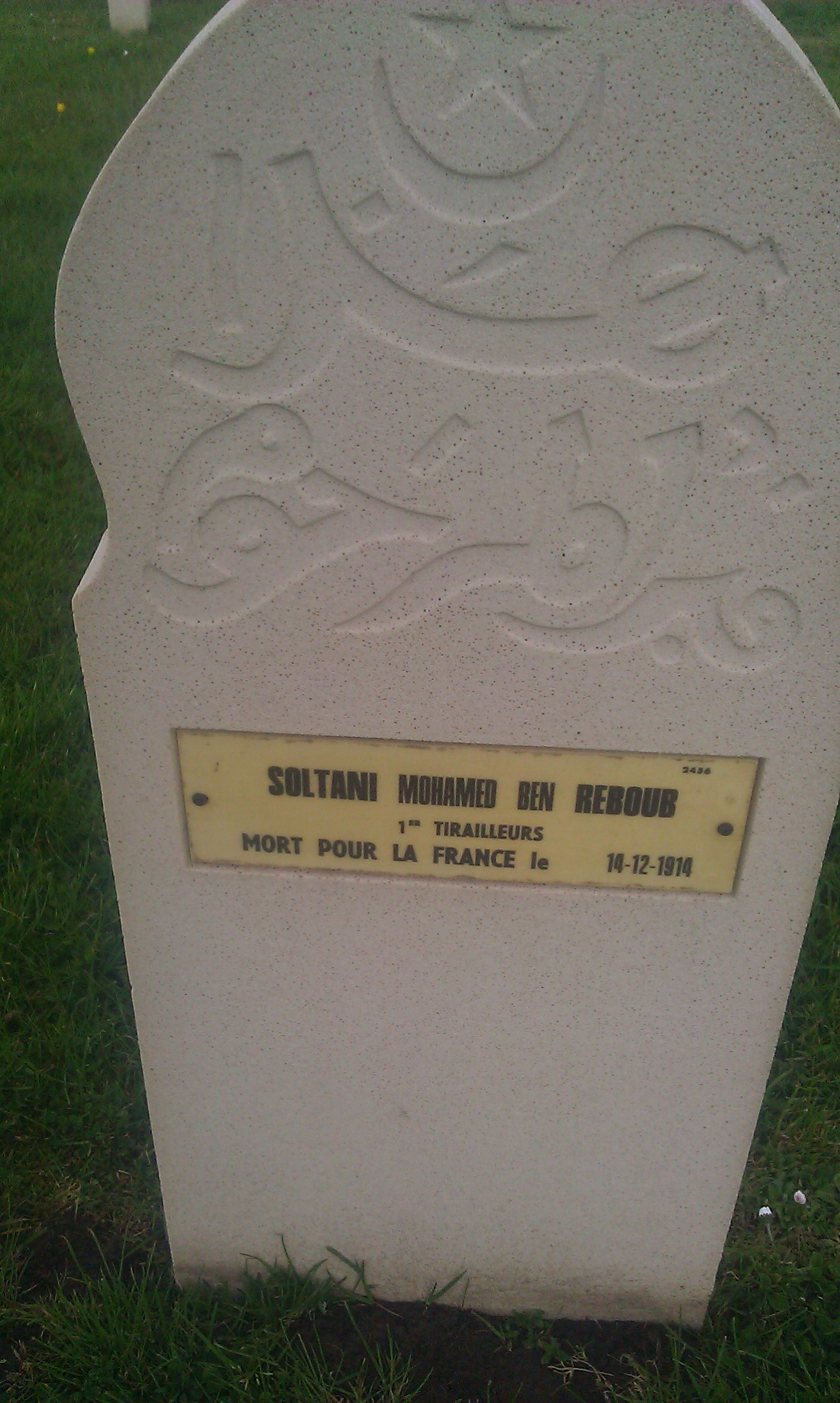
Tombe d'un soldat africain musulman
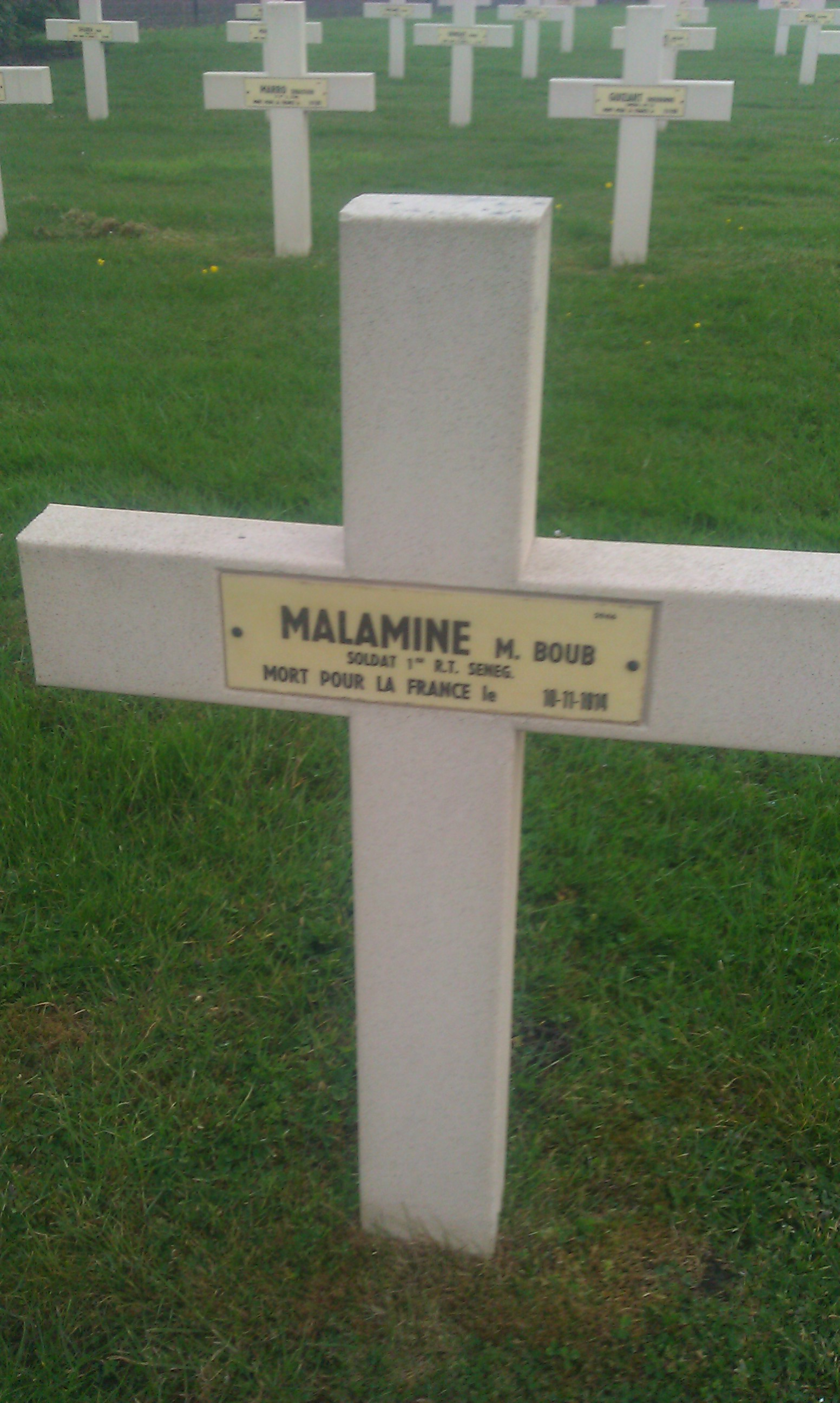
Tombe d'un soldat africain chrétien
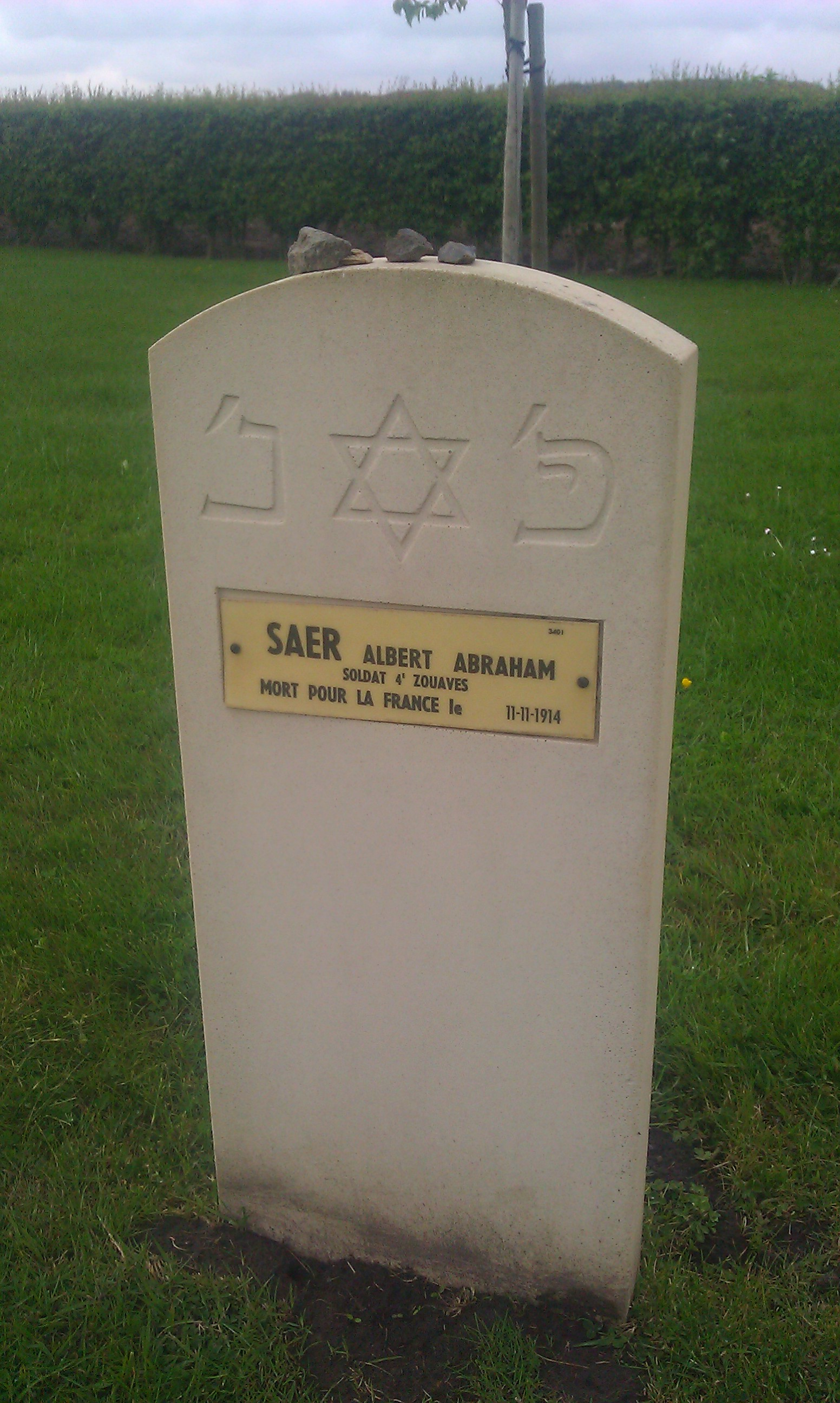
Tombe d'un soldat juif